# Pühavaimu 19
Pühavaimu 19 est un bâtiment historique à Pärnu en Estonie.

## Description
Le bâtiment a été reconnu comme monument culturel national.
Le bâtiment a été achevé en 1812 et a été construit pour servir de poudrière. 
En 1906-1907, la poudrière est transformée en archives municipales et un gymnase est construit au deuxième étage.
Aujourd'hui, le bâtiment est utilisé comme gymnase et bibliothèque de l'école primaire de la vieille ville de Pärnu.

## Histoire
Le bâtiment, construit en tant que poudrière, a été achevé en 1812 et était situé en face du bastion de Jupiter dans la zone de fortification de Pärnu.
En 1836, le bâtiment est cédé à la ville de Pärnu, car un an plus tôt, Pärnu avait été supprimée de la liste des villes fortifiées de l'Empire russe. La ville utilisa alors le bâtiment comme entrepôt.
Dans les années 1906-1907, des travaux de rénovation ont eu lieu dans le bâtiment selon les plans de Wilhelm Bockslaff, architecte de Riga. Le bâtiment a été transformé en archives de la ville et un deuxième étage a été ajouté pour abriter un gymnase.
L'été 1946, l'école des sports pour les enfants et les jeunes a commencé à fonctionner dans le bâtiment, qui a été nommé école des sports pour les jeunes de Pärnu en 1954. En 1996, l'école a été nommée École des sports de la ville de Pärnu.
Les archives de la ville ont fonctionné dans le bâtiment jusqu'à la fin de 2008. 
En 2009, le gymnase et le bâtiment des archives ont été cédés à l'école primaire de la vieille ville de Pärnu.